# Uso de animais em salas de aula

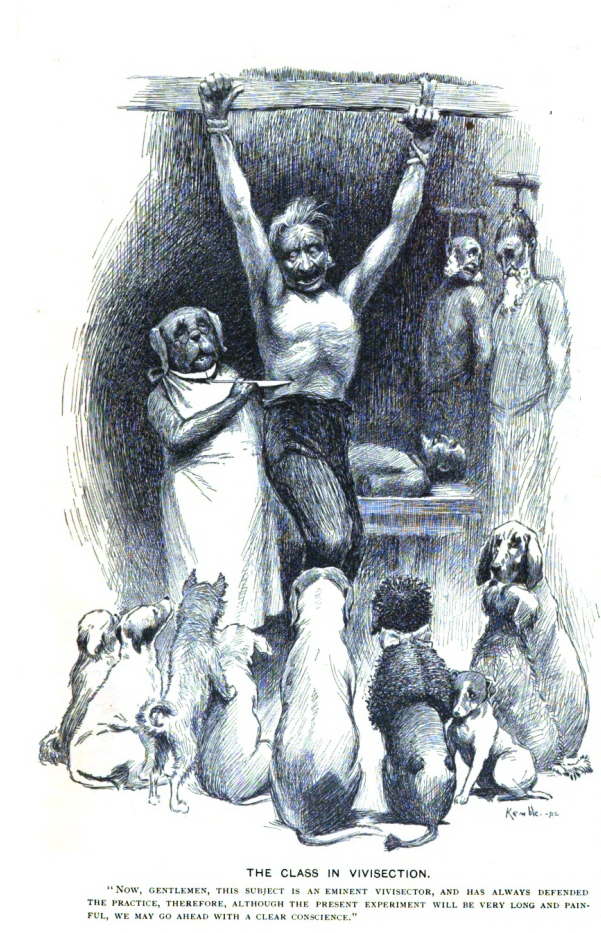
Ilustração crítica ao uso de animais em salas de aula, datada de 1895 e publicada na revista Time

O uso de animais em salas de aula em qualquer tipo de experimentação é um tema polêmico que recebido destaque com o avanço das discussões acerca dos direitos animais. Enquanto uns defendem seu uso nas aulas a de aprimorar a aprendizagem, outros o condenam pois enxergam que se trata de uma violação do direitos animais, além do fato de existiram alternativas, como o uso de recursos audio-visuais, bonecos e de animais mortos.

## Aspectos legais no Brasil
Atualmente, no Brasil, os alunos podem se recusar a participar de aulas que ainda mantém o uso de animais em salas de aula. Num caso ocorrido no curso de biologia da UFRGS (Universidade Federal do Rio Grande do Sul), um aluno obteve autorização judicial para não assistir às aulas das cadeiras de Bioquímica 2 e Fisiologia Animal B que implicassem a utilização de animais.

## Nas artes e cultura popular
No filme E.T., o extraterrestre, o extraterrestre que protagoniza o filme faz com que o garoto interpretado por Henry Thomas solte todas as rãs que eram utilizadas numa aula de biologia.

## Filmes
- Não Matarás